# 460. pehotni polk (Wehrmacht)
460. pehotni polk (izvirno nemško Infanterie-Regiment 460) je bil eden izmed pehotnih polkov v sestavi redne nemške kopenske vojske med drugo svetovno vojno.

## Zgodovina
Polk je bil ustanovljen 26. avgusta 1939 kot polk 4. vala iz nadomestnih bataljonov E 14, E 56 in E 119; polk je bil dodeljen 260. pehotni diviziji. 
28. septembra 1940 sta bila štab in III. bataljon dodeljena 420. pehotnemu polku; obe enoti sta bili nadomeščeni.
15. oktobra 1942 je bil polk preimenovan v 460. grenadirski polk.